# Murtagh (romanzo)
Murtagh è un romanzo sequel della saga fantasy Ciclo dell'Eredità, pubblicato nel 2023 da Christopher Paolini. È parte di un più ampio universo narrativo denominato "Mondo di Eragon" che questa volta vede come personaggio centrale delle vicende proprio Murtagh, da cui il libro prende il titolo nonché uno dei principali nemici passati di Eragon.

## Trama
Dopo la morte di Galbatorix, Murtagh e Castigo si allontanano da Ilirea in cerca della loro identità e per guarire dalle ferite fisiche e psicologiche subite durante la prigionia. Ma un nuovo male si nasconde nell'ombra ed entrambi dovranno affrontare nuovamente le loro paure e nuovi nemici che minacciano Alagaësia.

## Personaggi
Murtagh: è il protagonista del romanzo. È il fratellastro maggiore di Eragon, anche lui un Cavaliere dei Draghi. Il suo grande drago è rosso e si chiama Castigo, al quale è molto legato. Nel corso della storia lascia intendere, anche se in maniera implicita, di essere ancora innamorato della regina Nasuada.
Castigo: è il Drago di Murtagh. Il suo uovo si è schiuso per lui durante la prigionia a Uru-baen. È più giovane di Saphira, ma la sua crescita è stata accelerata con la magia da Galbatorix. È di colore rosso oltre ad essere forte, la sua voce viene descritta da Eragon e Saphira come "stranamente musicale". Ha un grande senso dell'umorismo ed è molto protettivo verso il suo Cavaliere. Rivela che soffre di claustrofobia.
Strega Bachel: è l'antagonista della storia. È una strega mezz'elfa a capo di un culto, "i sognatori", che adorano un'entità antica e potente di cui ancora non sappiamo molto, anche i draghi ne sono spaventati. Non conosce l'antica lingua, ma è in grado di utilizzare la magia senza parole, la più pericolosa di tutte. È lei ad aver avvelenato la mente di Galbatorix e ad aver protetto i rinnegati i primi anni di ribellione dopo il rapimento di Shruikan. Morirà uccisa da Murtagh.
Carabel: è una gatta mannara che chiede aiuto a Murtagh in cambio di informazioni. Suggerisce a Murtagh di recuperare una scaglia dorata di Glaedr ed usarla come esca per uccidere un grande storione stregato da Durza anni prima (il mangiamelma) per poter entrare nella guardia cittadina e salvare la sua cucciola rapita.
Mangiamelma: enorme storione stregato da Durza quasi 100 anni prima degli eventi. Ucciso da Murtagh che ha dovuto attirarlo con una scaglia dorata del drago Glaedr, era la piaga del lago in cui viveva. Ha ucciso molti gatti mannari e persino qualche pescatore. Le frecce e le armi non potevano ucciderlo. Murtagh ha portato la sua testa come trofeo al capitano delle guardie per poter entrare nella guardia cittadina.